# Heinrich Johann Mänz
Heinrich Johann Mänz (* 12. April 1861 in Kassel; † 18. Oktober 1912 in Bremen) war ein deutscher Architekt und Professor.

Heinrich Mänz, Fotografie um 1910

Visitenkarte von Mänz, um 1910

## Biografie
Mänz war als Sohn des Kammermusikus Johann Mänz. 1878, nach seinem Abschluss an der Höheren Bürgerschule, blieb er in Kassel, besuchte die Höhere Gewerbeschule sowie später die Königliche Kunst-Akademie. Anschließend arbeitete er mehrere Jahre im Atelier des Architekten August Rebentisch.
Berlin:Um sich in der  Architektur, insbesondere in der Renaissance auszubilden, studierte er mehrere Semester an der Technischen Hochschule Berlin. Er war ein Schüler des Architekten und Geheimen Oberbaurats Hermann Ende, in dessen Atelier er auch arbeitete. Später trat er in die bekannte Architektenfirma Ende & Böckmann in Berlin ein.
Japan: Schon nach einem halben Jahr nahm er mit Hermann Ende die Berufung nach Japan zu reisen an, um zur Neugestaltung der Hauptstadt Tokio, Skizzen für japanische Hochbauten, Parlament, Hochschule und Justizpalast anzufertigen. Mänz blieb länger als vorgesehen in Japan und schloss mit der Regierung einen Vier-Jahres-Vertrag ab. Aus Berichten seines Kollegen Hermann Muthesius geht hervor, dass Mänz vorwiegend mit dem Bau des Parlamentsgebäudes eingesetzt war. Während seines Aufenthaltes in Japan entwarf er für den Feldmarschall Ohama eine Villa und das große Imperial-Hotel in Tokio. Weiterhin benutzte er diesen Aufenthalt, um Land und Leute kennenzulernen, machte interessante Studien und legte sich eine Sammlung kunstgewerblicher, japanischer Altertümer an.
 
Auf seiner Heimreise machte er studienhalber Stationen in Vorderindien, den Inseln Elefantos (vermutlich Koh Chang, Provinz Trat, Thailand) und Java, fuhr weiter nach Ägypten, Kleinasien, Griechenland und in die Türkei.

Italien: In der Heimat zurück, brach er kurze Zeit später nach Italien auf, um dort ein Jahr lang die klassischen Meisterwerke der Baukunst zu studieren.
Im März 1892 kehrte er nach Berlin zurück und war dort kurzzeitig im Atelier der Königlichen Bauräte Martin Gropius und Heino Schmieden tätig. Bald darauf machte er sich selbstständig. Nachweisbar sind nur Beteiligungen an Architektur-Wettbewerben.
Im April 1895 wurde er in den Bremischen Staatsdienst als Lehrer am Technikum Bremen. Neben seiner Lehrtätigkeit beteiligte er sich an Architektur-Wettbewerben, entwarf als Architekt und war Mitglied in Preisgerichten. Seine Expertise war in verschiedenen Gremien gefragt.
Mänz wird als ein bescheidener Mensch geschildert, der jedoch einen hohen Sachverstand hatte. 1896 legte er seinen Staatsbürgereid ab. 1903 wurde ihm der Titel Professor am Technikum in Bremen verliehen.
Mänz hinterließ seine 1907 geheiratete Ehefrau Helene geborene Haimann. Sie war die Tochter eines Baumwollhändlers aus St. Louis/USA und zum Kunststudium nach München gekommen. Das Paar hatte einen Sohn.

## Wettbewerbe
- 1892 Museum in Darmstadt
- 1893 Synagoge in Königsberg (3. Preis)[8]
- 1893 Märkisches Provinzial Museum in Berlin[9]
- 1893/1894 Rathaus in Elberfeld[10]
- 1898 Baumwollbörse in Bremen (www.kmkbuecholt.de/historisches/wettbewerbe/w0175.htm)
- 1898 Kurhaus in Wiesbaden (1. Preis), nicht ausgeführt[11][12][13]
- 1901 Murhard’sche Bibliothek in Kassel (3. Preis)[14][15]
- 1903 Stadthaus Bremen[16]
- 1903 Rathaus in Kassel
- 1910 Parkhaus in Bremen

## Ausgeführte Bauten
- 1899: Sparkasse Vor dem Steinthor 18/22, Ecke Fehrfeld 1, stark verändert erhalten[17]
- 1900: Filiale der Sparkasse in Bremen an der Kielstraße 24[18][19][20]
- um 1900: Lesehalle am Ansgarikirchhof 11, Bremen
- 1907: Wohnhaus Wolff in der Lüder-von-Bentheim-Straße 20[21]
- 1911: Wohnhaus Mänz, Parkallee 211 in Bremen[22]

## Berufung in Preisgerichte
- 1901: Ausschuss zur architektonischen Ausschmückung der geplanten kleinen Weserbrücke in Bremen[23]
- 1902: Sparkassengebäude in Bremerhaven[24]
- 1909: Ideenwettbewerb zur Erlangung von Vorschlägen für die Bebauung einer neuen Straße in der Vahr bei Bremen, 1909[25]
- 1909: Entwürfe für ein Altenheim der Egestorff-Stiftung in Bremen[26]
- 1907: Engerer Wettbewerb um Entwürfe für das neue Stadthaus in Bremen, 1907[27]
- um 1907: Sparkassengebäude Kaiserstraße (Am Brill) Vorentwurf für die spätere Ausschreibung und Mitglied der Kommission[28]

## Mitglied in Gremien
- 1909: stellvertretender Vorsitzender der Kommission zum Schutz von Baudenkmälern in Bremen[29]
- 1900: Vorstand im „Verein Lüder von Bentheim zur Pflege Bremischer Bauart“